# Mesto mladih
Mesto mladih je drugi EP skupine Bele vrane. Album je bil izdan leta 1969 pri založbi Helidon. 

## Seznam skladb
| A stran | A stran                                           | A stran |
| Št.     | Naslov                                            | Dolžina |
| ------- | ------------------------------------------------- | ------- |
| 1.      | „Mesto mladih‟ (Jure Robežnik/Svetlana Makarovič) | 2:47    |
| 2.      | „Običajno popoldne‟ (Tadej Hrušovar/Elza Budau)   | 3:00    |

| B stran | B stran                     | B stran |
| Št.     | Naslov                      | Dolžina |
| ------- | --------------------------- | ------- |
| 1.      | „Spomin‟ (Bor Gostiša)      | 2:36    |
| 2.      | „Mi mladi‟ (Tadej Hrušovar) | 2:16    |

## Zasedba
- Revijski orkester RTV Ljubljana (A1)
- Ditka Haberl – vokal, solo vokal (A2)
- Doca Marolt – vokal
- Tadej Hrušovar – vokal, kitara
- Bor Gostiša – vokal, solo vokal (B1)
- Ivo Umek – Hammond orgle
- Boba Bračko – bobni
- Djuro Penzeš – bas kitara